# Занадвинский
Занадвинский — упраздненный поселок в Клетнянском районе Брянской области в составе Клетнянского городского поселения.

## География
Находится в северо-западной части Брянской области на расстоянии приблизительно 1 км на север по прямой от районного центра поселка Клетня.

## История
Возник в начале XX века. На карте 1941 года была отмечена как Занадвинские (хутора) с 20 дворами. Ныне является частью поселка Клетня.

## Население
Численность населения: 12 человека (русские 100 %) в 2002 году, 0 в 2010.